# Kavaklıdere, Siverek
Kavaklıdere là một xã thuộc huyện Siverek, tỉnh Şanlıurfa, Thổ Nhĩ Kỳ. Dân số thời điểm năm 2011 là 298 người.